# Liste von Opernpreisen
Dies ist eine Liste von Opernpreisen:
- Svenska-Dagbladet-Opernpreis
- Berliner Opernpreis
- Roderburg-Opernpreis, Köln
- Oper! Awards, Berlin
- International Opera Awards, Vereinigtes Königreich
- Metropolitan Opera National Council Auditions, USA